# Doug LaMalfa
Douglas L. "Doug" LaMalfa (ur. 2 lipca 1960) – amerykański polityk, członek Partii Republikańskiej.

## Działalność polityczna
Od 2002 do 2008 zasiadał w Zgromadzeniu Stanowym Kalifornii. Od 2010 zasiadał w Senacie stanu Kalifornia. A od 2013 jest członkiem Izby Reprezentantów z 1. okręgu wyborczego ze stanu Kalifornia.